# Papoušíček žlutolící
Papoušíček žlutolící (Forpus xanthops) je druh malého papouška z rodu Forpus. Svou velikostí se však řadí spíše k větším papouškům z tohoto rodu. 

## Výskyt

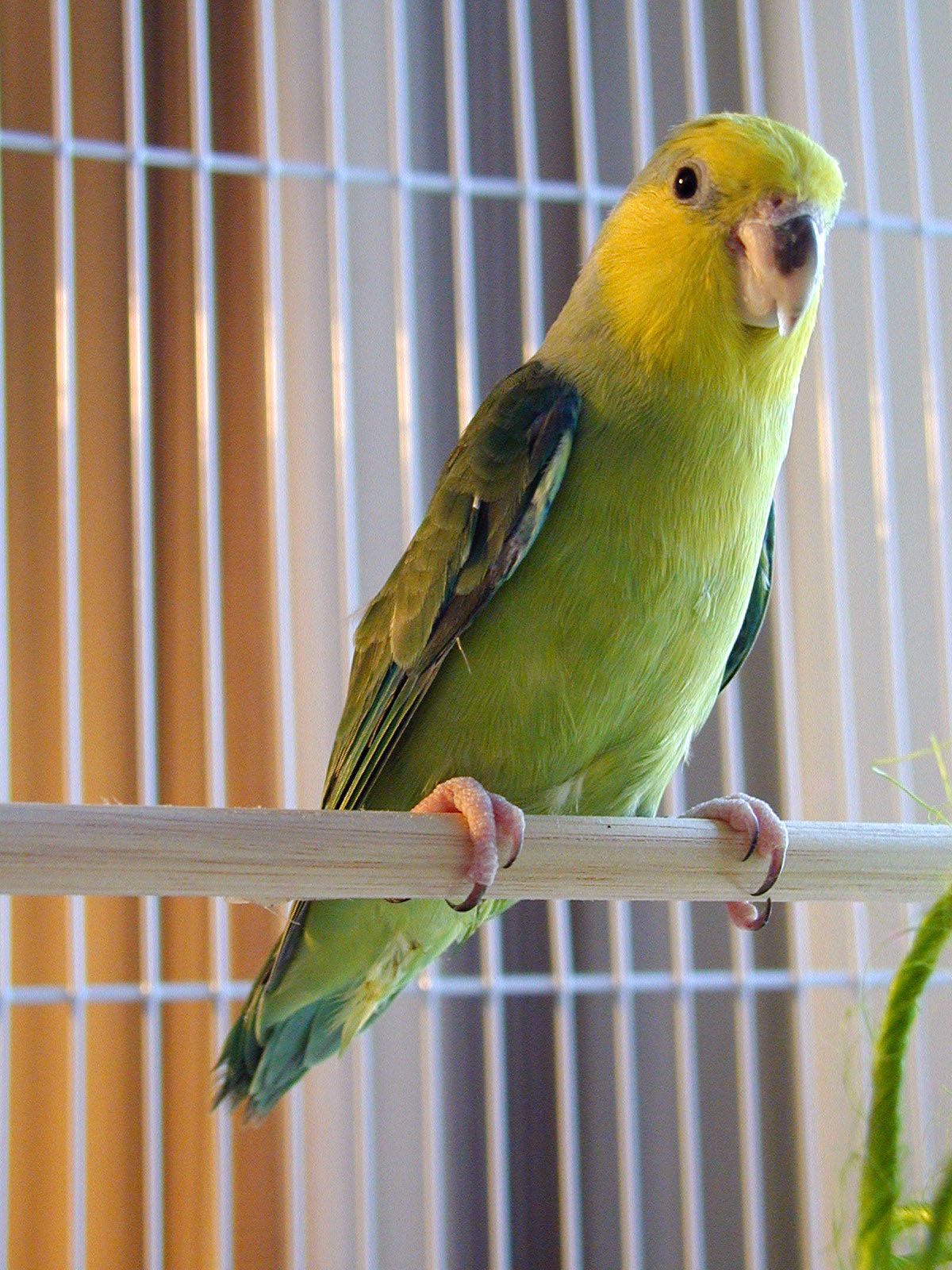
Papoušíček žlutolící zepředu

Papoušíček žlutolící žije v Jižní Americe na severovýchodě Peru v horním údolí řeky Marañón, od regionu La Libertad až k městu Cajamarca a brazilskému státu Amazonas. Vyskytuje se převážně v suchých a řídkých lesích, v okolí řek, v otevřených lesích s balzovníky jihoamerickými, v horských pouštích s kaktusy nebo v otevřené krajině s roztroušenou vegetací. Žije v nadmořské výšce 800 až 1000 metrů, vzácně však ve výšce až 2400 metrů.

## Popis

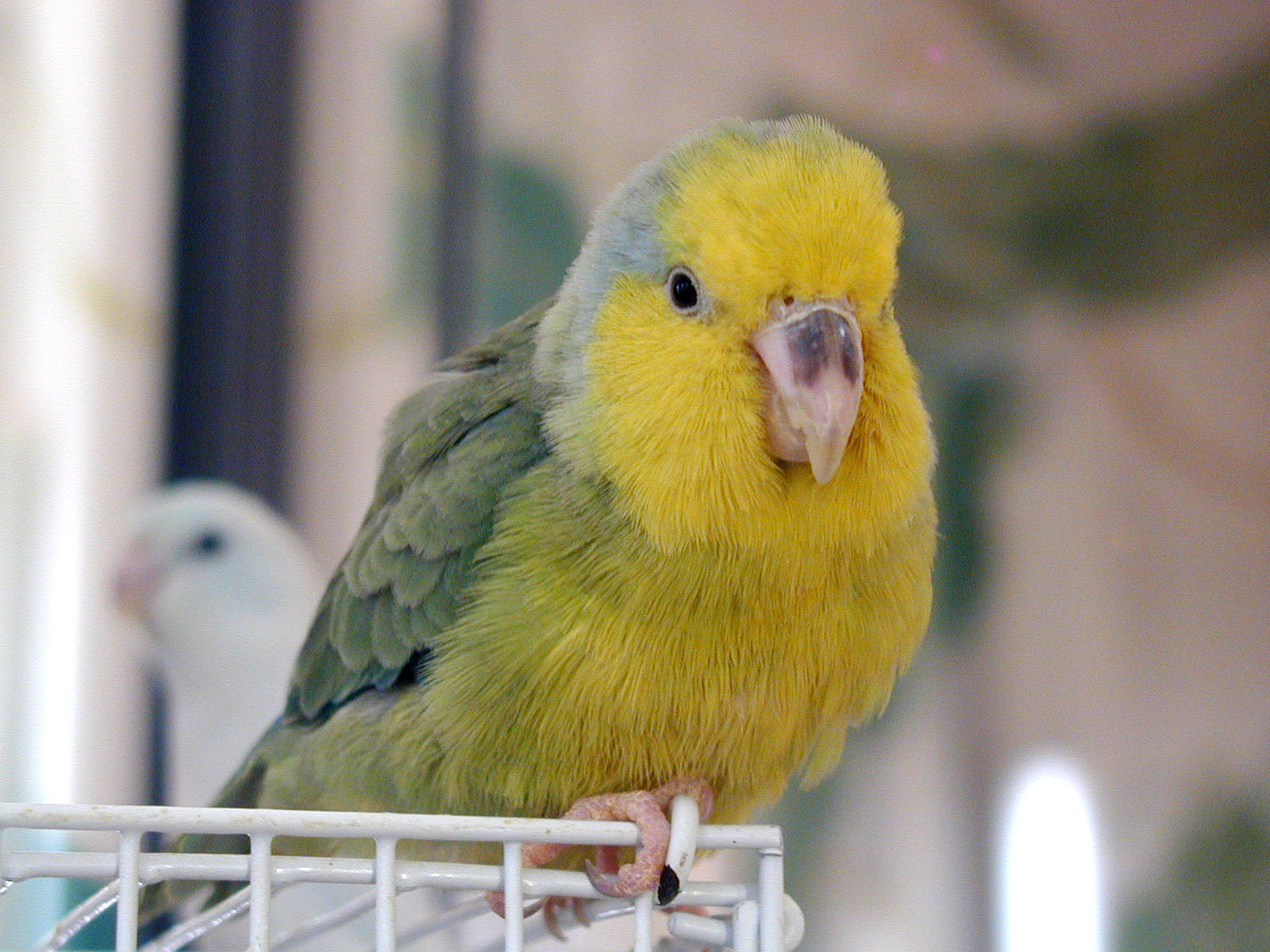
Papoušíček žlutolící

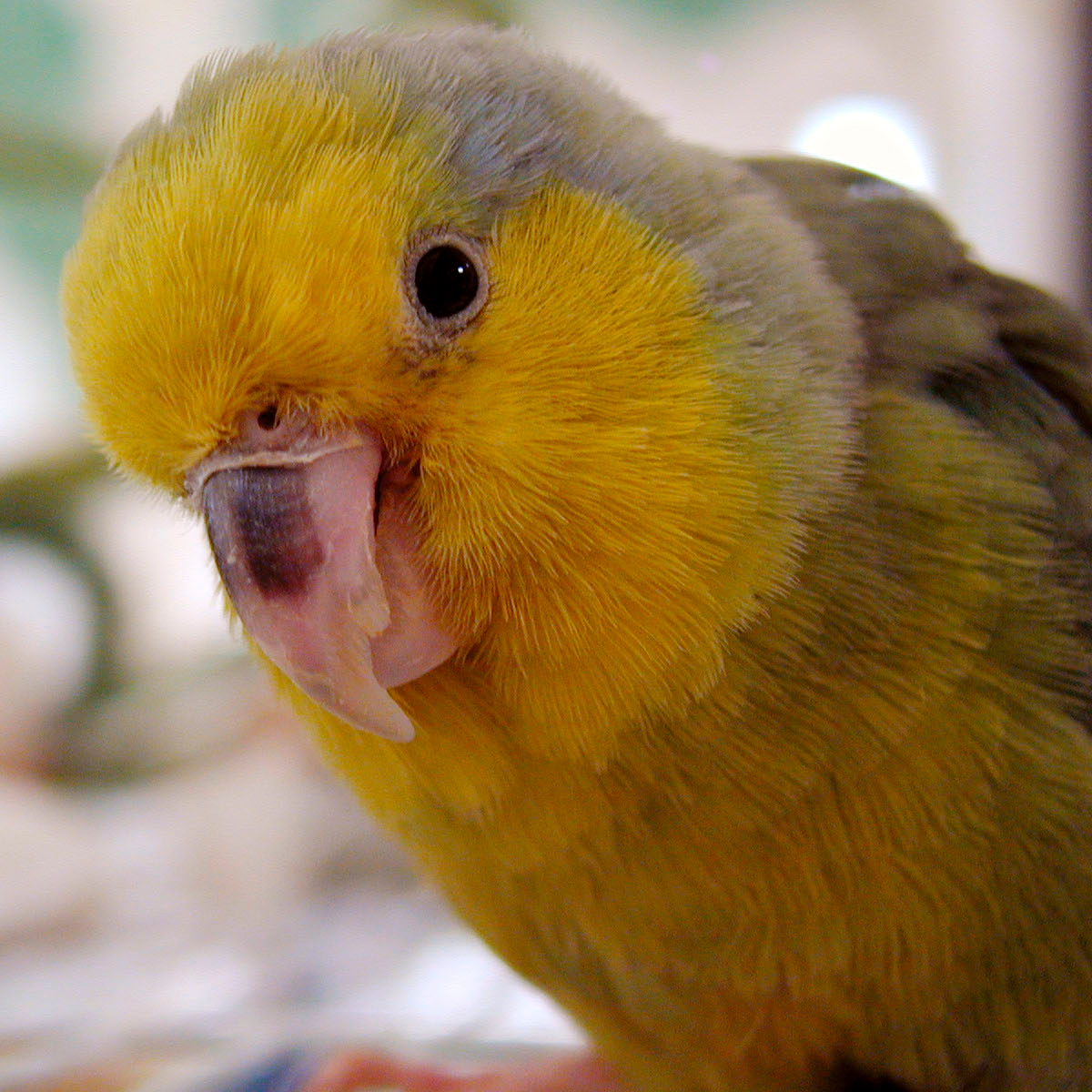
Detailní pohled na hlavu papoušíčka žlutolícího

Papoušíček žlutolící je vysoký 14,5 cm a váží 35 g. Jeho křídla jsou tmavě zelená, temeno a hřbet šedozelené, obličej a hruď žluté, břicho světle zelené. Zobák je růžový a ozdoben černou skvrnou na jeho vrchní straně. Běháky jsou růžové, oko je černé s růžovým očním kroužkem. Mezi samcem a samicí existuje zřetelný pohlavní dimorfismus; samec má pod křídly a vespodu zad jasně tmavě modré peří, které je dobře viditelné za letu, u samice je modrá barva světlejší. Mláďata jsou podobná dospělým jedincům, ale jejich barva je matnější; jejich peří není jasně žluté a zobák mají růžovější.

## Chování
Papoušíček žlutolící je velmi společenský papoušek, který se často vyskytuje ve skupinách až do sedmdesáti jedinců. Vydává tiché pípání a cvrlikání. 

## Rozmnožování
Papoušíčci žlutolící se rozmnožují mezi březnem a dubnem. Hnízdí ve skalních stěnách a ve skrýších v křoví. Samice snese tři až šest malých bílých vajec, na kterých sedí 24 dní, než se vylíhnou. 

## Potrava
Papoušíček se živí převážně semeny balzovníků a kaktusů, ovocem, květinami, trávou a obilnými zrny.

## Ohrožení
Papoušíček žlutolící je podle červené knihy IUCN klasifikován jako zranitelný taxon. V říjnu 2016 žilo ve volné přírodě odhadem 250 až 999 jedinců. Za jeho nízkou populaci může obchodování s papoušky, přičemž úmrtnost papoušíčků je při této praktice mezi 40 až 100 %. Mimo toho také stavba přehrad na řece Marañón a další lidská činnost, která ničí jeho přirozené prostředí.
Papoušíčci žlutolící jsou v současnosti chráněni a mezinárodní obchod s nimi je podle zákona o ochraně volně žijících ptáků a jiných legislativ zakázán. V chovech jsou velmi vzácní.